# Minshull Vernon
Minshull Vernon is een civil parish in het bestuurlijke gebied Cheshire East, in het Engelse graafschap Cheshire met 391 inwoners.

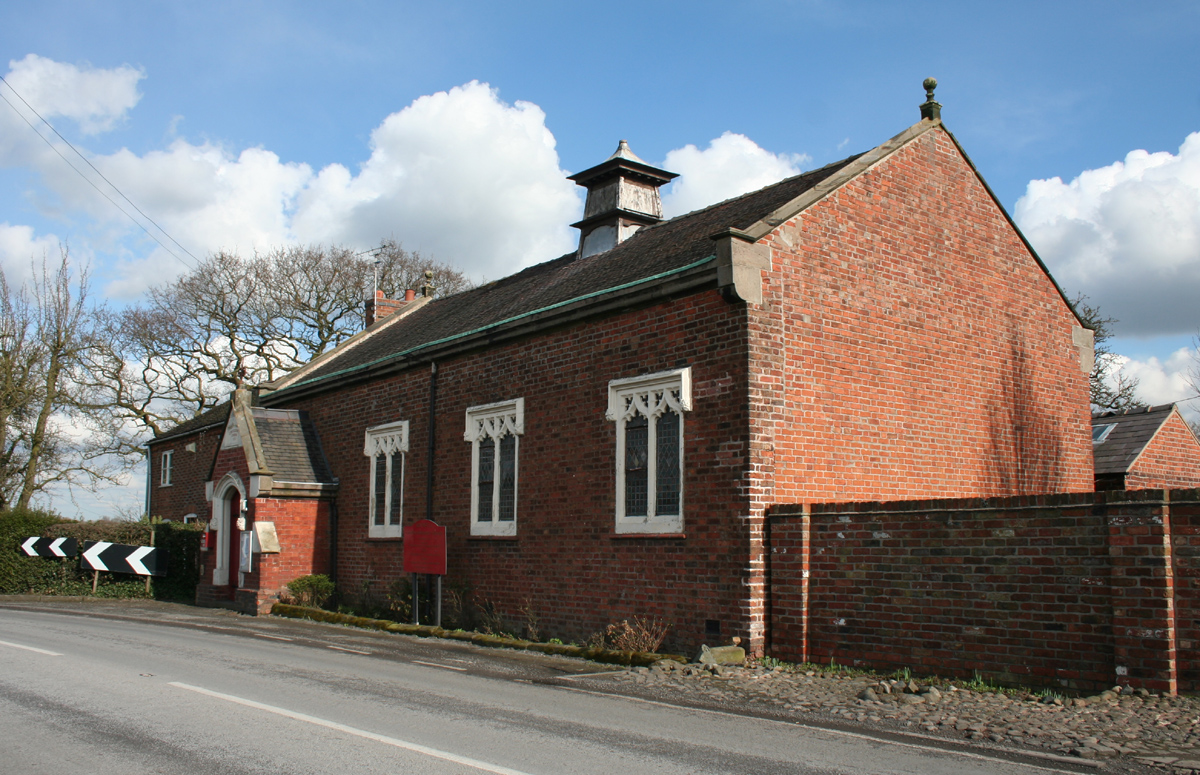
Minshull Chapel, Minshull Vernon
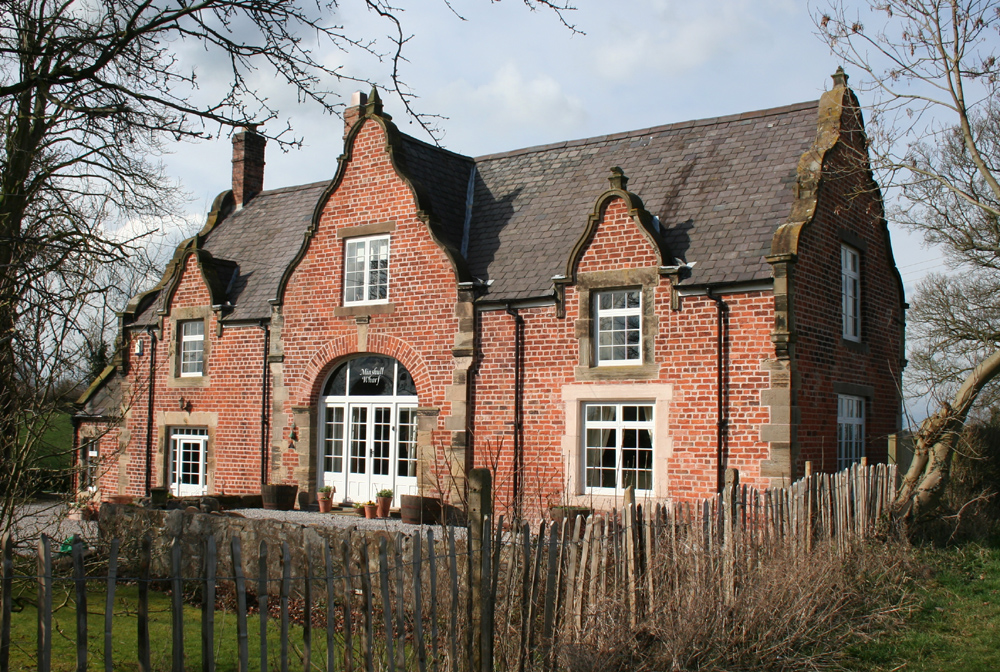
The Wharf, Minshull Vernon